# دوراک (قره‌عیسی‌لی)
دوراک (به ترکی استانبولی: Durak) یک منطقهٔ مسکونی در ترکیه است که در کارایسالی واقع شده‌است.